# Ромско-српски језик
Ромско-српски језик (ISO 639-3/SIL шифра: ) је мешани језик у коме учествују елементи српског језика са једне стране и ромског са друге. Овим језиком говоре Роми у Србији. Лингвистички, ромско-српски језик се класификује као јужнословенски језик, односно као варијанта српског језика и различит је од ромског језика, којим такође говоре Роми.